# Nuova Zelanda ai Giochi della XXVI Olimpiade
La Nuova Zelanda partecipò ai Giochi della XXVI Olimpiade, svoltisi ad Atlanta, Stati Uniti, dal 19 luglio al 4 agosto 1996, con una delegazione di 95 atleti impegnati in quindici discipline.

## Medaglie
| Medaglia | Atleta                                                  | Sport       | Evento                        |
| -------- | ------------------------------------------------------- | ----------- | ----------------------------- |
| Oro      | Danyon Loader                                           | Nuoto       | 200 m stile libero maschili   |
| Oro      | Danyon Loader                                           | Nuoto       | 400 m stile libero maschili   |
| Oro      | Blyth Tait                                              | Equitazione | Concorso completo individuale |
| Argento  | Sally Clark                                             | Equitazione | Concorso completo individuale |
| Argento  | Barbara Kendall                                         | Vela        | Mistral femminile             |
| Bronzo   | Vaughn Jefferis Vicky Latta Andrew Nicholson Blyth Tait | Equitazione | Concorso completo a squadre   |

### Medagliere per discipline
| Sport       | Oro | Argento | Bronzo | Totale |
| ----------- | --- | ------- | ------ | ------ |
| Nuoto       | 2   | 0       | 0      | 2      |
| Equitazione | 1   | 1       | 1      | 3      |
| Vela        | 0   | 1       | 0      | 1      |
| Totale      | 3   | 2       | 1      | 6      |